# Era/...e siamo qui
Era/...e siamo qui è un singolo di Wess & Dori Ghezzi, pubblicato dalla Durium nel 1975. Entrambi i brani sono inclusi nell'album Wess & Dori (Young, 304.1052), pubblicato in Brasile.

## Era
Era è il brano scritto da Andrea Lo Vecchio (per il testo) e Shel Shapiro (per la musica). Lo stesso Shapiro fa anche da secondo arrangiatore assieme a Natale Massara.

I due cantanti rappresentarono con questo brano l'Italia all'Eurovision Song Contest 1975, guadagnandosi la terza posizione con 115 punti. Massara diresse l'orchestra.

## ...e siamo qui
...e siamo qui è il brano scritto da Felice Piccaredda, Ricky Gianco e, dallo stesso Wess Johnson. Wess fa anche da arrangiatore assieme con Natale Massara.

## Tracce
LATO A
- Era

LATO B
- ...e siamo qui